# جو اون جی
جو اون جی (انگلیسی: 조은지؛ زادهٔ ۱۰ فوریهٔ ۱۹۸۱) بازیگر اهل کره جنوبی است. وی از سال ۲۰۰۰ میلادی تاکنون مشغول فعالیت بوده‌است. از جمله آثاری که در آنها ایفای نقش کرده‌است می‌توان به زن شرور، سقوط به خاطر بی‌گناهی، اوه ونوس من، هنرمندان و گمشده اشاره کرد.